# Episodi di Waterfront (seconda stagione)
La seconda stagione della serie televisiva Waterfront è stata trasmessa in anteprima negli Stati Uniti d'America in syndication tra il 1954 e il 1955.
| nº | Titolo originale          | Titolo italiano | Prima TV USA | Prima TV Italia |
| -- | ------------------------- | --------------- | ------------ | --------------- |
| 1  | Fisherman's Fiesta        |                 |              |                 |
| 2  | Yellow Flag               |                 |              |                 |
| 3  | Floating Bottle           |                 |              |                 |
| 4  | The Reluctant Guest       |                 |              |                 |
| 5  | Homing Flight             |                 |              |                 |
| 6  | Farnum's Folly            |                 |              |                 |
| 7  | Trial by Fire             |                 |              |                 |
| 8  | Shipper, Beware           |                 |              |                 |
| 9  | Captain Without a Ship    |                 |              |                 |
| 10 | The Man                   |                 |              |                 |
| 11 | The Skipper and the Padre |                 |              |                 |
| 12 | The Sea Rustler           |                 |              |                 |
| 13 | Shakedown Cruise          |                 |              |                 |
| 14 | Trestle Point             |                 |              |                 |
| 15 | The Search                |                 |              |                 |
| 16 | The Artful Horse          |                 |              |                 |
| 17 | Tuna Bound                |                 |              |                 |
| 18 | The Semi-Private Room     |                 |              |                 |
| 19 | Beyond the Line           |                 | 1955         |                 |
| 20 | The Angel Louise          |                 | 1955         |                 |
| 21 | Stand by All Stations     |                 |              |                 |
| 22 | Ferry Boat Ride           |                 | 1955         |                 |
| 23 | The Seal                  |                 | 1955         |                 |
| 24 | Safe Harbor               |                 | 1955         |                 |
| 25 | The Race                  |                 | 1955         |                 |
| 26 | The Rescue                |                 | 1955         |                 |
| 27 | Double Exposure           |                 | 1955         |                 |
| 28 | Mike                      |                 | 1955         |                 |
| 29 | The Hideout               |                 | 1955         |                 |
| 30 | Captain for a Day         |                 | 1955         |                 |
| 31 | Catalina Swim             |                 | 1955         |                 |
| 32 | Beached                   |                 | 1955         |                 |
| 33 | Red Label Cargo           |                 | 1955         |                 |
| 34 | Sea Explorers             |                 | 1955         |                 |
| 35 | Bait Cruise               |                 | 1955         |                 |
| 36 | The Yacht Race            |                 | 1955         |                 |
| 37 | Trouble Ship              |                 | 1955         |                 |
| 38 | The Rivals                |                 | 1955         |                 |
| 39 | Harbor Bound              |                 | 1955         |                 |